# 新鲁萨斯
新鲁萨斯（葡萄牙語：Nova Russas）是巴西塞阿拉州的一个市镇。总面积742.76平方公里，总人口30597人，人口密度41.2人/平方公里。